# كناكار زيتون
كناكار زيتون (الأرمينية: Քանաքեռ-Զեյթուն վարչական շրջան) هي واحدة من 12 مقاطعة إدارية في يريفان، عاصمة أرمينيا. تضم وسط المدينة والمركز التجاري للمدينة.
تقع المحافظة على تل يطل على الجزء المركزي من مدينة يريفان، كما أن لها حدودا مشتركة مع مناطق أفان وأربكيرو كينترون ونور نورك. فيمت تتشارك في حدودها الخارجية مع مقاطعات آرماوير وأراغاتسوتن وكوتايك.
اعتبارا من عام 2011 بلغ تعداد عدد سكان المنطقة 125453.

## معرض صور

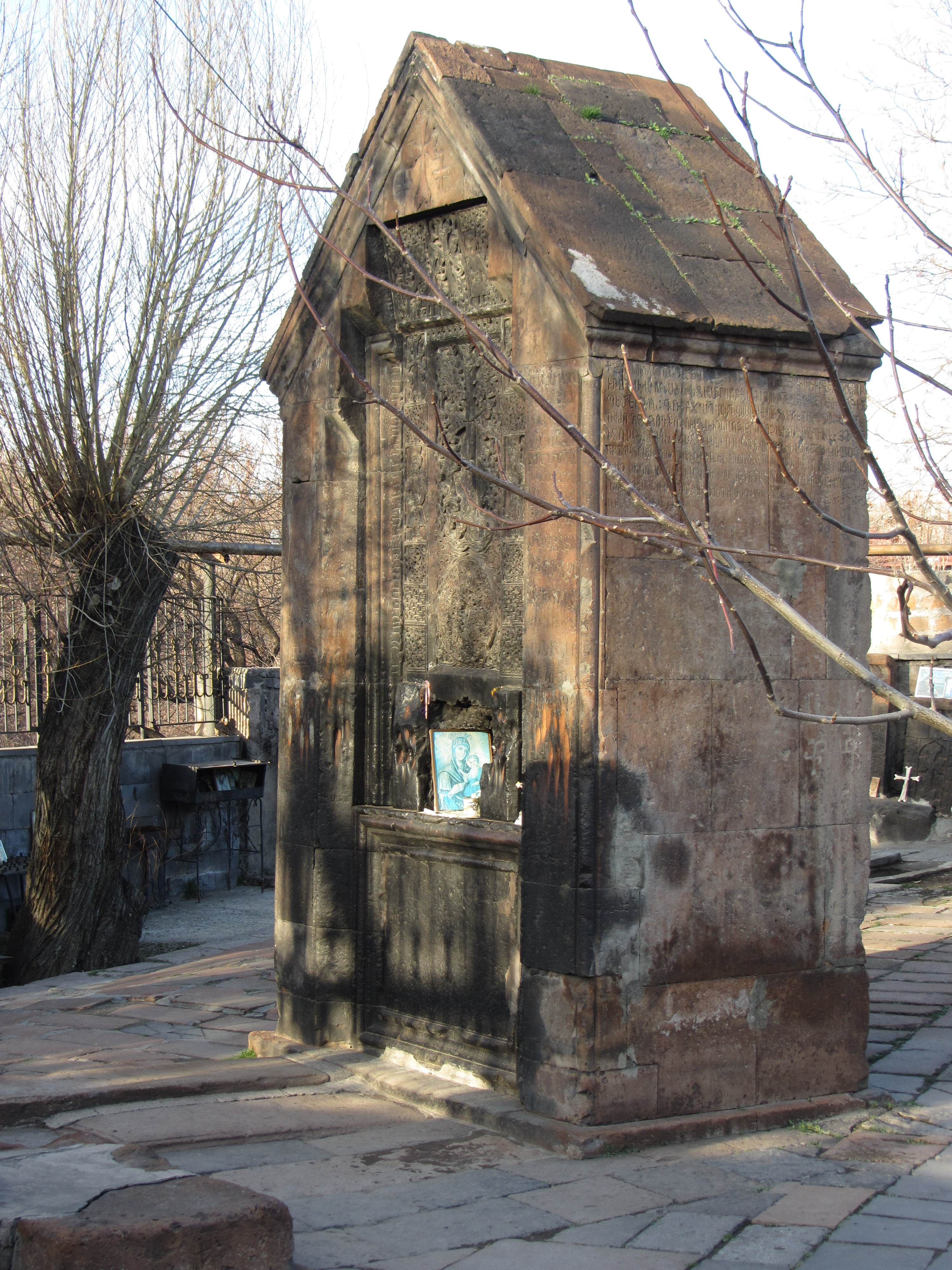
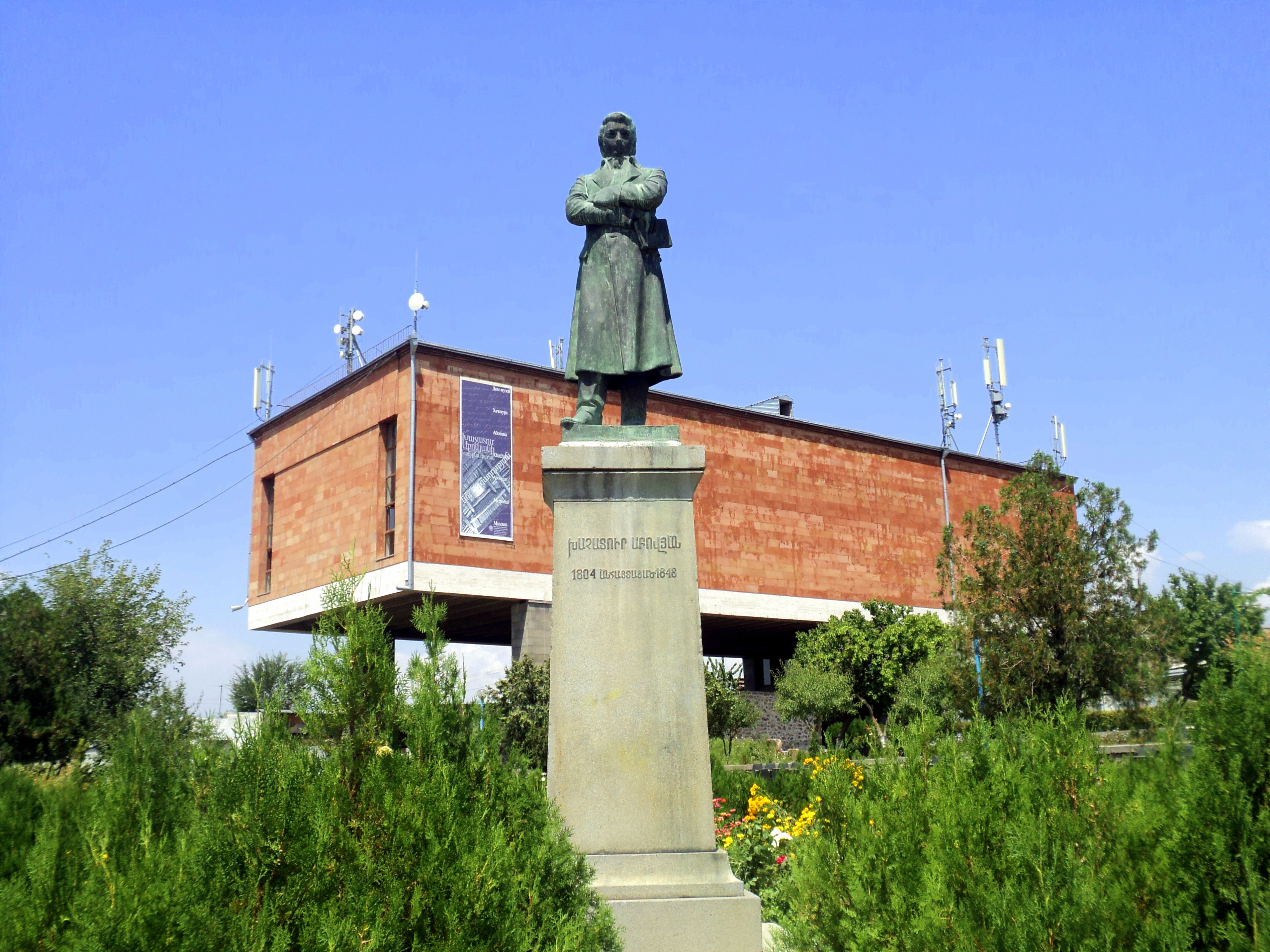
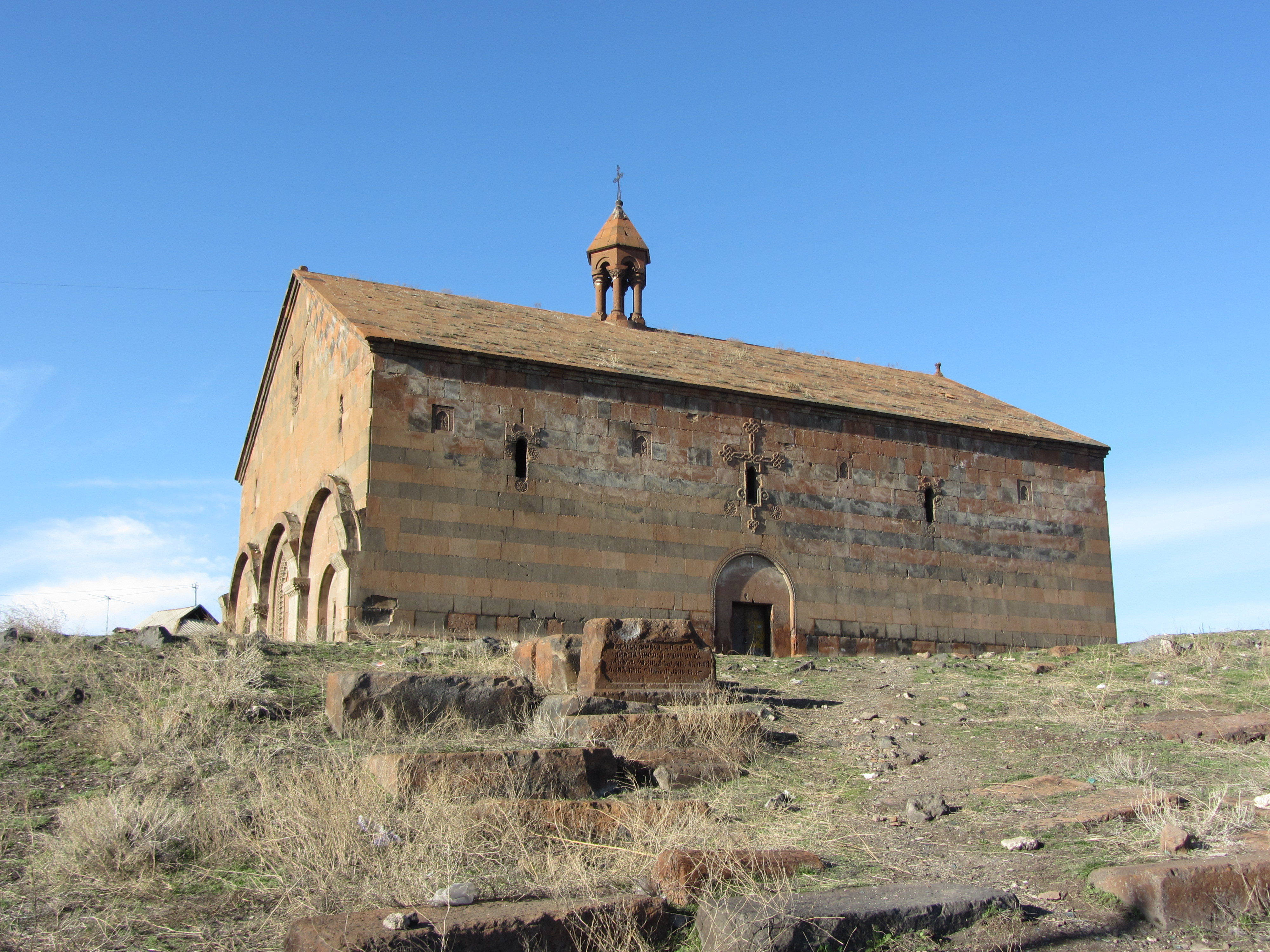
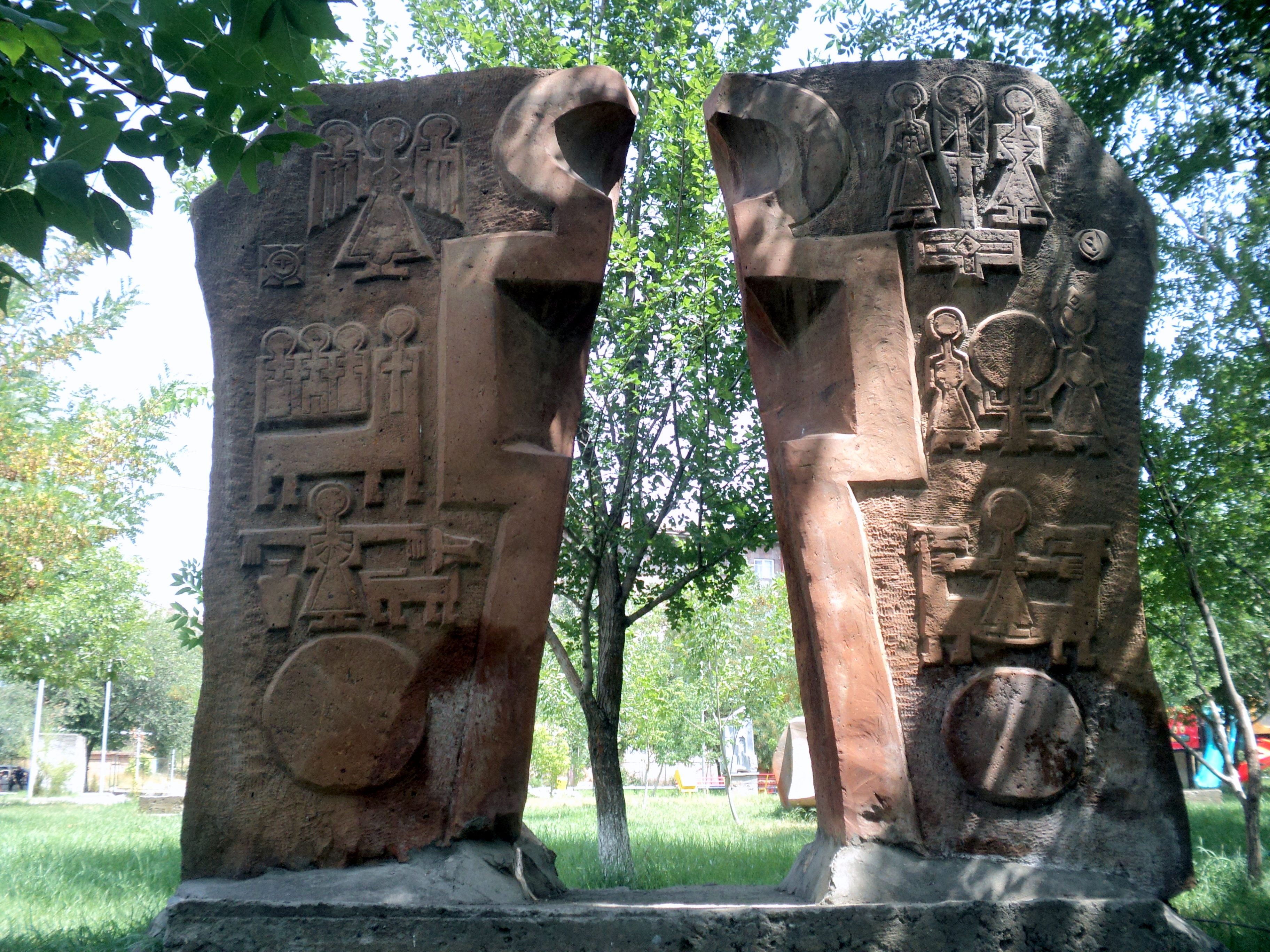
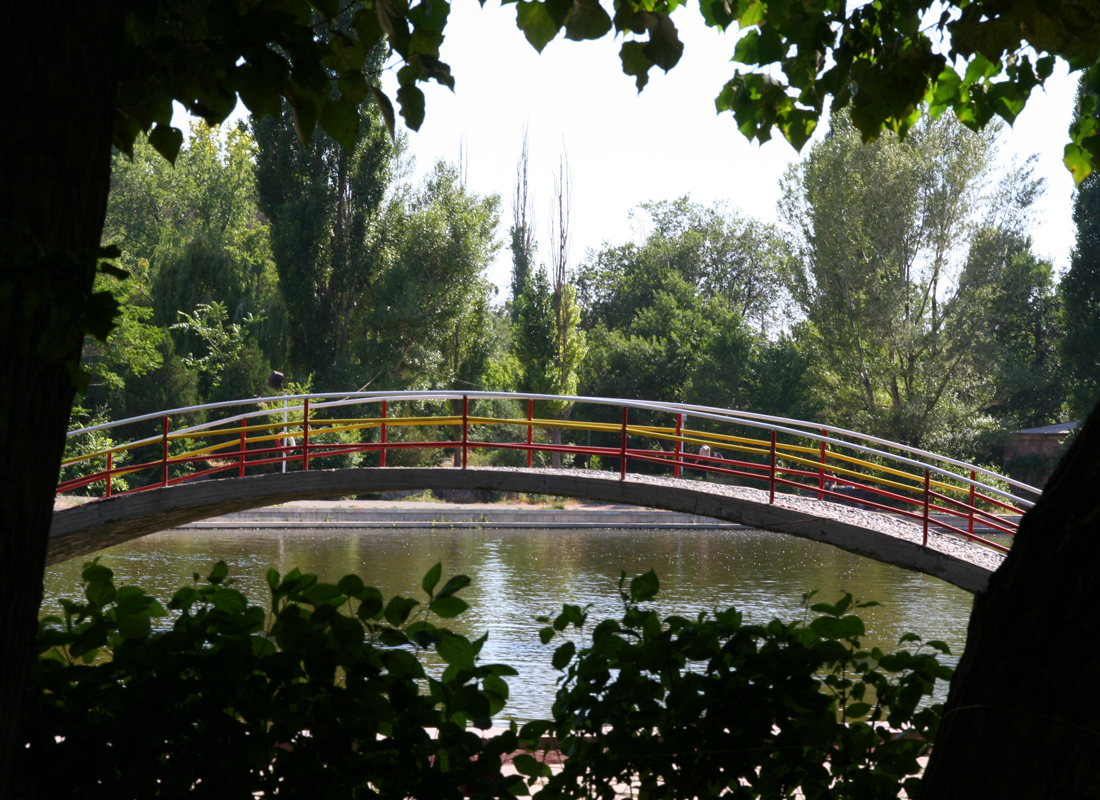